# Willi Gierlich
Wilhelm „Willi“ Gierlich (* 16. August 1932 in Köln-Weidenpesch) ist ein deutscher Autor und ehemaliger Fußballspieler. Sein erster Roman ist unter dem Titel Traumzeichen im August 2010 im Reichlig-Verlag Leverkusen erschienen.

## Lebenslauf
Als Sohn eines Kohlenhändlers wurde Gierlich 1932 in Köln geboren. Nach der Mittleren Reife am Humanistischen Gymnasium in Köln-Nippes begann er eine Ausbildung zum Werbekaufmann. In den 1950er Jahren spielte er nebenher als Mittelfeldspieler beim damaligen Oberligisten 1. FC Köln und schaffte es sogar bis in die deutsche Amateurnationalmannschaft. Am 13. Juni 1953 beziehungsweise 30. Mai 1954 kam er in den zwei Länderspielen der DFB-Amateure gegen Frankreich als rechter Außenläufer im damals praktizierten WM-System zum Einsatz. Seine weitere Karriere führte ihn schließlich über Hannover 96 und Schwarz-Weiß Essen zu Bayer 04 nach Leverkusen. Insgesamt absolvierte er in den Oberligen West und Nord von 1952 bis 1956 49 Ligaspiele und erzielte dabei vier Tore. Die letzte Saison im Vertragsfußball absolvierte er 1956/57 mit Leverkusen in der 2. Liga West, wo er an der Seite von Mitspielern wie Rudi Faßnacht, Udo Lattek und Torhüter Alfred Mutz 14 Zweitligaspiele unter Trainer Emil Melcher absolvierte.
Zwei Jahre lang studierte er an der Werbefachlichen Akademie in Köln. Schließlich konnte der damals 26-Jährige Beruf und Leistungssport nicht länger unter einen Hut bringen und beendete seine Fußballkarriere. Als Werbeassistent begann er 1955 im Bereich Textilfasern sowie Organische und Anorganische Chemikalien bei Bayer und schaffte es bis zum Abteilungsleiter und Prokuristen. In den letzten zwölf Jahren seiner Tätigkeit baute er die Sportwerbung bei der Bayer AG auf und betreute gleichzeitig die Öffentlichkeitsarbeit für Bayer 04 Leverkusen. Mit 60 Jahren beendete er sein Wirken bei Bayer.

## Statistik
- Zwei Amateur-Länderspiele für Deutschland
- Zahlreiche Spiele in Jugendauswahlmannschaften
u. a. 1950 vier Spiele mit den A-Junioren der damaligen Britischen Zone in England.

- Oberliga West
21 Spiele; 1 Tor 1. FC Köln
19 Spiele; 2 Tore Bayer 04 Leverkusen

- Endrunde um die deutsche Meisterschaft
3 Spiele; 1 Tor 1. FC Köln

- Westdeutscher Pokal
3 Spiele; 1 Tor 1. FC Köln

## Erfolge
- 1954 Meister Oberliga West
- 1954 DFB-Pokal-Finale